# Møllegård (Longelse Sogn)
 For alternative betydninger, se Møllegård. (Se også artikler, som begynder med Møllegård)
Møllegård Hovedgaard er en lille hovedgård,, som nævnes første gang i 1575. Gården ligger i Longelse Sogn, Langelands Sønder Herred, Langeland Kommune. Hovedbygningen er, opført i 1880. Den består af to toetages fløje forbundet med en midterfløj i en etage, det hele med kælder. Vindmøllen har dels drevet gårdens maskiner, men også fungeret som privat elværk.
Møllegård Hovedgaard Gods er på 314,5 hektar.

## Ejere af Møllegård Hovedgaard Gods
- (1575-1585) Oluf Hansen Gaas
- (1585-1597) Mogens Eriksen Bille
- (1597-1614) Erik Mogensen Bille / Steen Mogensen Bille
- (1614-1640) Bendt Petersen von Deden
- (1640-1641) Karen Pors gift von Deden
- (1641-1688) Rudbek Bendtsen von Deden
- (1688-1690) Hilleborg Grubbe gift von Deden
- (1690-1704) Bendt Frederik Rudbeksen von Deden
- (1704) Mette Margrethe Sehested gift von Deden
- (1704-1709) Vincens Steensen Kaas
- (1709-1713) Mette Margrethe Sehested gift (1) von Deden (2) Kaas
- (1713-1730) Christopher Radeleff
- (1730-1760) Henrik Christopher von Pultz
- (1760-1787) Niels Krag
- (1787-1830) Frederik von Ahlefeldt-Laurvig
- (1830-1834) Christopher Adolph von Hedemann
- (1834-1873) M. Petersen
- (1873-1909) C. M. Petersen
- (1909-1940) Enke Fru Sigrid Adelheid Julie Petersen
- (1940-1970) Christian Busch-Petersen
- (1968-2016) Kjeld Pedersen
- (2016-        ) Møllegaard Hovedgaard K/S